# یاسر نظمی
یاسر نظمی (انگلیسی: Yasser Nazmi؛ زادهٔ ۲۳ سپتامبر ۱۹۷۳) یک بازیکن فوتبال اهل قطر است.

## باشگاهی
از باشگاه‌هایی که در آن بازی کرده‌است می‌توان به القطر، و القطر، اشاره کرد.

## تیم ملی
وی همچنین در تیم ملی فوتبال قطر بازی کرده است.